# Metastelma fawcettii
Metastelma fawcettii är en oleanderväxtart som beskrevs av Rudolf Schlechter. Metastelma fawcettii ingår i släktet Metastelma och familjen oleanderväxter. Inga underarter finns listade i Catalogue of Life.